# منتخب زيمبابوي لاتحاد الرغبي للسيدات
منتخب زيمبابوي لاتحاد الرغبي للسيدات (بالإنجليزية: Zimbabwe women's national rugby union team)‏ هو ممثل زيمبابوي الرسمي في المنافسات الدولية في اتحاد الرغبي في فئة رياضة نسوية. تأسس في 22 سبتمبر 2007.

## وصلات خارجية
- الموقع الرسمي